# Ямболско македонско благотворително братство
Ямболското благотворително културно-просветно братство е организация на бежанците от областта Македония, установили се в Ямбол.

## История
На Първия македонски конгрес, провел се в София на 19 – 28 март 1895 година, е основана Македонската организация, която бързо започва да образува клонове в цялата страна. Основано е и дружество в Ямбол, което участва активно в дейността на Организацията. На Осмия конгрес от 4 до 7 април 1901 година делегати са Димитър Клатнов и Константин Кондов.
След Първата световна война дружеството е възстановено като благотворително братство, част от Съюза на македонските емигрантски организации. Делегати от братството на обединителния конгрес на СМЕО и МФРО от януари 1923 година са Кирил Данилчев и Стефан Илиев.
На 23 март 1926 година в настоятелството му влизат Др. В. Динев (председател), Т. Тикчев (подпредседател), Ангел Георгиев (секретар), Коста Георгиев (касиер), Б. Бояджиев и Ан. Григоров.
Възстановено е на 14 януари 1936 година с ръководство К. Пирузов (председател), Григор Попгеоргиев (подпредседател), Ангел Георгиев (секретар), Иван Петров (касиер) и членове Ангел Серафимов и Димитър Илиев. А в контролния съвет влизат Димитър Н. Бучков, Петър Андреев и Иван Чочков. През 1938 година в настоятелството са избрани Григор Попгеоргиев (председател), Ангел Георгиев Гълъбов (секретар), Иван Петров Леров (касиер), Ламбо Киров Серафимов и Димитър Илиев Салов са членове. В контролната комисия са Димитър Хр. Бучков (председател), а Петър Ан. Андреев и Иван Николов Чочков са членове.